# Hylesinus
Genre
Hylesinus est un genre d'insectes de l'ordre des coléoptères (insectes possédant en général deux paires d'ailes incluant entre autres les scarabées, coccinelles, lucanes, chrysomèles, hannetons, charançons, carabes...), de la famille des Curculionidae.

## Liste des espèces
- Hylesinus aculeatus Say, 1824
- Hylesinus californicus (Swaine, 1916) - Scolyte du frêne de l'ouest
- Hylesinus criddlei (Swaine, 1918)
- Hylesinus fasciatus LeConte, 1868
- Hylesinus mexicanus (Wood, 1956)
- Hylesinus oleiperda  - Hylésine de l'olivier
- Hylesinus oregonus (Blackman, 1943)
- Hylesinus pruinosus Eichhoff, 1868
- Hylesinus varius (Fabricius, 1775)